# Hybolasius parvus
Hybolasius parvus là một loài bọ cánh cứng trong họ Cerambycidae.